# Arcticomyces
Arcticomyces är ett släkte av svampar. Enligt Catalogue of Life ingår Arcticomyces i familjen Exobasidiaceae, ordningen Exobasidiales, klassen Exobasidiomycetes, divisionen basidiesvampar och riket svampar, men enligt Dyntaxa är tillhörigheten istället familjen Exobasidiaceae, ordningen Exobasidiales, klassen Tremellomycetes, divisionen basidiesvampar och riket svampar.
|              | Exobasidium                              |
|              |                                          |
|              | Austrobasidium                           |
|              |                                          |
|              | Muribasidiospora                         |
|              |                                          |
| Arcticomyces | \| \| Arcticomyces warmingii \| \| \| \| |
|              | \| \| Arcticomyces warmingii \| \| \| \| |
|              | Endobasidium                             |
|              |                                          |
|              | Laurobasidium                            |
|              |                                          |
|              | Arcticomyces warmingii                   |
|              |                                          |

|  | Arcticomyces warmingii |
|  |                        |